# Jana Shostak
Jana Shostak (biał. Яна Шостак; ur. 1993 w Grodnie) – polsko-białoruska aktywistka, artystka intermedialna, feministka. Posiada stopień doktora, pracuje jako nauczycielka akademicka.

## Życiorys
Jej rodzina pochodzi z Grodna i tam też mieszka. Jana nauczyła się języka polskiego od swojej babci. Przyjechała do Polski w 2010. W 2013 ukończyła studia licencjackie na Wydziale Intermediów Akademii Sztuk Pięknych im. Jana Matejki w Krakowie, zaczynając następnie studia magisterskie na Wydziale Sztuki Mediów na Akademii Sztuk Pięknych w Warszawie. 9 września 2015 w Poznaniu, wraz Dorotą Tylką, Łukaszem Stylcem, Moniką Kaczmarczyk i Iwonem Rachwałem, brała udział w ustanowieniu nowego polskiego Rekordu Guinnessa, tworząc najdłuższy utwór audio z tagów miejskich. Wynosił on 7 minut i 59 sekund oraz liczył 647 słów. W 2020 została laureatką stypendium Ministra Nauki i Szkolnictwa Wyższego dla wybitnych młodych naukowców. Została zatrudniona na Wydziale Sztuki Mediów ASP w Warszawie.

### Działalność artystyczna
W 2016 wraz z Marią Olbrychtowicz brała udział w Manifesta 11 w Zurychu. W tym samym roku, jako grupa Diakonessy, zdobyły Grand Prix za najlepszy dyplom na festiwalu Młode Wilki. Jako wolontariuszki brały również udział w Światowych Dniach Młodzieży 2016 w Krakowie, gdzie podmieniły jeden z oficjalnych bannerów na podobiznę papieża Franciszka. Podczas samego spotkania papieża z wolontariuszami Szostak wywiesiła banner z napisem „Papa call me” i swoim numerem telefonu, co zostało uwiecznione przez telewizje na całym świecie. Jej celem było zwrócenie uwagi papieża na problem pedofilii w polskim Kościele katolickim.
W maju 2017 brała udział w Biennale Sztuki Mediów WRO 2017 – Draft Systems. 20 czerwca obroniła pracę magisterską w Pracowni Działań Przestrzennych Mirosława Bałki. Opierała się ona na wprowadzeniu słowa nowak (homonim jednego z najpopularniejszych w Polsce nazwisk) do przestrzeni publicznej, jako słowa zamiennego do określenia „uchodźca“. Obrona odbyła się w salonie sklepu Saturn w Złotych Tarasach w Warszawie na 67 telewizorach. Projekt był konsultowany z językoznawcami i uzyskał wsparcie m.in. prof. Jana Miodka. Artystka propaguje słowo także przez inne media, jak radio, blogi czy program Słownik polsko@polski. Popularność określenia rejestrowana jest na specjalnym profilu społecznościowym. W tym samym roku Szostak była laureatką międzynarodowej nagrody Startpoint Prize w Pradze. Rozpoczęła również studia doktoranckie na Uniwersytecie Artystycznym w Poznaniu.
Otrzymała Paszport „Polityki” 2021 w kategorii Sztuki wizualne (wraz z Mikołajem Sobczakiem).
Od 2018 wraz z Jakubem Jasiukiewiczem tworzy film Miss Polonii, będący połączeniem dokumentu, komedii i eseju wizualnego, pokazujący uczestnictwo artystki w licznych konkursach piękności w Polsce, m.in. Miss Polonii Wielkopolski, gdzie dostała się do finału. Film miał mieć premierę w 2021, na stulecie ustanowienia pierwszych konkursów piękności. Scenariusz filmu stał się jej pracą doktorską.

### Protesty na Białorusi
W 2020 zaangażowała się w protesty na Białorusi. Na początku sierpnia zorganizowała akcję „Minuta krzyku dla Białorusi”. Krytykowała pomoc polskiego rządu dla protestujących przeciwko Alaksandrowi Łukaszence Białorusinów, oceniając ją jako powierzchowną. Mimo zapewnień premiera Mateusza Morawieckiego wielu uciekinierów politycznych nie mogło przekroczyć polskiej granicy z powodu trwającej pandemii COVID-19. Szostak próbowała działać, kontaktując się z polskimi politykami, którzy odwiedzali białoruskich protestujących na miejscu, m.in. z Robertem Biedroniem czy Michałem Szczerbą, a także z Helsińską Fundacją Praw Człowieka.
8 września na Krakowskim Przedmieściu w Warszawie, po spotkaniu Mateusza Morawieckiego ze Swiatłaną Cichanouską, liderką białoruskich opozycjonistów, „nakrzyczała” w obecności kamer na polskiego premiera, zwracając uwagę na kwestię problemów z przekraczaniem granicy. Na jej działanie bezpośrednio zwrócił uwagę szef Kancelarii Prezesa Rady Ministrów Michał Dworczyk. Po dwóch dniach zadzwonił do artystki, potwierdzając nieprawidłowości we wdrażaniu rozporządzenia premiera na granicy. Od 17 września 2020 przywrócono wydawanie wiz turystycznych Białorusinom.
W 2022 tygodnik „Polityka” uznał jej Krzyk dla Białorusi za jedno z dziesięciu najważniejszych dzieł sztuki ostatniego trzydziestolecia.

### Działalność polityczna
W 2023 została ogłoszona kandydatką Koalicji Obywatelskiej w wyborach parlamentarnych z rekomendacji Zielonych. Została jednak skreślona z listy jeszcze przed jej rejestracją ze względu na kontrowersyjną wypowiedź o aborcji. 29 sierpnia ogłoszono, że będzie kandydować z listy Nowej Lewicy w Poznaniu. Zdobyła 1786 głosów i nie uzyskała mandatu.

## Wybrane realizacje
- 2015, kocham Cię![13],
- 2016, Neuroplastic Tourist Guide[8] z Marią Olbrychtowicz,
- 2016, Who is your pope?[26] z Marią Olbrychtowicz,
- 2017, nowak / nowaczka / nowacy[14].